# 大統領官邸 (トリニダード・トバゴ)
トリニダード・トバゴ大統領官邸（トリニダード・トバゴだいとうりょうかんてい、英語: President's House, Trinidad and Tobago）は、トリニダード・トバゴの首都ポートオブスペインにあるトリニダード・トバゴ大統領の官邸。

## 歴史
1876年に完成した。 この公邸は1876年から1958年4月30日までトリニダード・トバゴ総督の邸宅として使用され、その後西インド諸島連邦総督の公邸となった。独立後はトリニダード・トバゴ大統領の官邸として使用されている。

## 官邸内
大統領官邸内には大統領の執務室、大統領補佐官の事務室、大統領府の事務所、大統領の公邸が設置されている。